# الانتخابات العامة في لوكسمبورغ (1919)
الانتخابات العامة في لوكسمبورغ (1919) هي انتخابات عامة أُجريت في لوكسمبورغ تاريخ 26 أكتوبر (تشرين الأول) 1919م، وكانت أول انتخابات تُعقد بعد إقرار التعديلات الدستورية في 15 مايو (أيار) من نفس السنة، وأُدخلت إصلاحات الاقتراع العام والتمثيل النسبي فزاد من نسبة عدد الناخبين من السكان من 6% إلى 42%، ومُنحت السيادة الوطنية للشعب بدلًا من الدوق الأكبر. وكانت أول انتخابات تُعقد بعد الاحتلال الألماني خلال الحرب العالمية الأولى.
شهدت الانتخابات بداية هيمنة المحافظين على السياسة في لوكسمبورغ، لتُنهي بذلك سبعين سنة من الهيمنة الليبرالية التي بدأت بالانهيار بعد وفاة بول آيشن. ومع الإصلاحات الدستورية وولادة النظام السياسي الحديث، تُعتبر هذه الانتخابات الأولى في التاريخ السياسي الحديث في لوكسمبورغ.